# Bagley (condado de Oconto, Wisconsin)
Bagley es un municipio (en inglés, town) del condado de Oconto, Wisconsin, Estados Unidos. Según el censo de 2020, tiene una población de 275 habitantes.
Abarca una zona exclusivamente rural. 

## Geografía
El municipio está ubicado en las coordenadas 45°5′20″N 88°17′14″O / 45.08889, -88.28722. Según la Oficina del Censo de los Estados Unidos, tiene una superficie total de 92.5 km², de la cual 90.2 km² corresponden a tierra firme y 2.3 km² son agua.

## Demografía
Según el censo de 2020, hay 275 personas residiendo en la zona. La densidad de población es de 3.0 hab./km². El 95.27% de los habitantes son blancos, el 0.73% son amerindios, el 0.36% es asiático, el 0.73% son de otras razas y el 2.91% son de una mezcla de razas. Del total de la población, el 1.45% son hispanos o latinos de cualquier raza.